# Clarence Goodson
Clarence Goodson (Alexandria, 17 maggio 1982) è un ex calciatore statunitense, di ruolo difensore.

## Palmarès

### Nazionale
- Gold Cup: 1

2013